# Бюсси-Рабютен, Амадеус де
Антон Игнац Амадеус де Рабютен (нем. Anton Ignaz Amadeus de Rabutin; 1682/1683 — 28 августа (8 сентября) 1727, Санкт-Петербург), граф де Бюсси — австрийский генерал и дипломат.

## Биография
Сын генерал-фельдмаршала Жана-Луи де Рабютена, графа де Бюсси, и принцессы Доротеи Элизабет фон Шлезвиг-Гольштейн-Зондербург-Визенбург, единоутробный брат канцлера графа фон Зинцендорфа.
В 1710 году стал подполковником драгунского полка своего отца. Позднее стал полковником и командовал этим подразделением в битве при Петервардейне и при осадах Темешвара и Белграда.
После смерти отца в 1717 году стал владельцем полка. Императорский камергер; 23 ноября 1723 был произведен в генерал-фельдвахтмейстеры.
С 1724 года был чрезвычайным имперским посланником в Берлине, а с 1726 года в Санкт-Петербурге, куда прибыл 16 (27) апреля. Принял активное участие в разработке дополнительных соглашений к Венскому союзному договору. Пользовался доверием императрицы Екатерины I, 30 ноября (11 декабря) 1726 наградившей его орденами Святого Андрея Первозванного и Святого Александра Невского.
Потомства не оставил.